# Estornell de les Salomó
L'estornell de les Salomó (Aplonis grandis) és un ocell de la família dels estúrnids (Sturnidae). El seu estat de conservació es considera de risc mínim.

## Hàbitat i distribució
Habita els boscos de les terres baixes a les illes Salomó, a excepció de l'illa de Makira.